# Lechaschau
Lechaschau ist mit 2092 Einwohnern (Stand 1. Jänner 2024) bezüglich der Einwohnerzahl die drittgrößte Gemeinde im Bezirk Reutte in Tirol (Österreich), bezogen auf die Fläche jedoch die kleinste Gemeinde. Die Gemeinde liegt im Gerichtsbezirk Reutte.

## Geographie

### Geographische Lage
Lechaschau befindet sich im Reuttener Talkessel, an der linken Lechseite. Das Gebiet Hinterbichl bildet eine Exklave der angrenzenden Gemeinde Wängle.

### Gliederung
Die Gemeinde gliedert sich in drei Ortsteile: Dem Dorfkern, der Rotte Buchenort und der Siedlung Weidasiedlung.
Auf dem Gemeindegebiet liegt auch der als Badegewässer genutzte Frauensee.

### Nachbargemeinden
| Musau  | Pflach                                      |           |
| Wängle | Kompassrose, die auf Nachbargemeinden zeigt | Reutte    |
|        | Höfen                                       | Ehenbichl |

## Geschichte

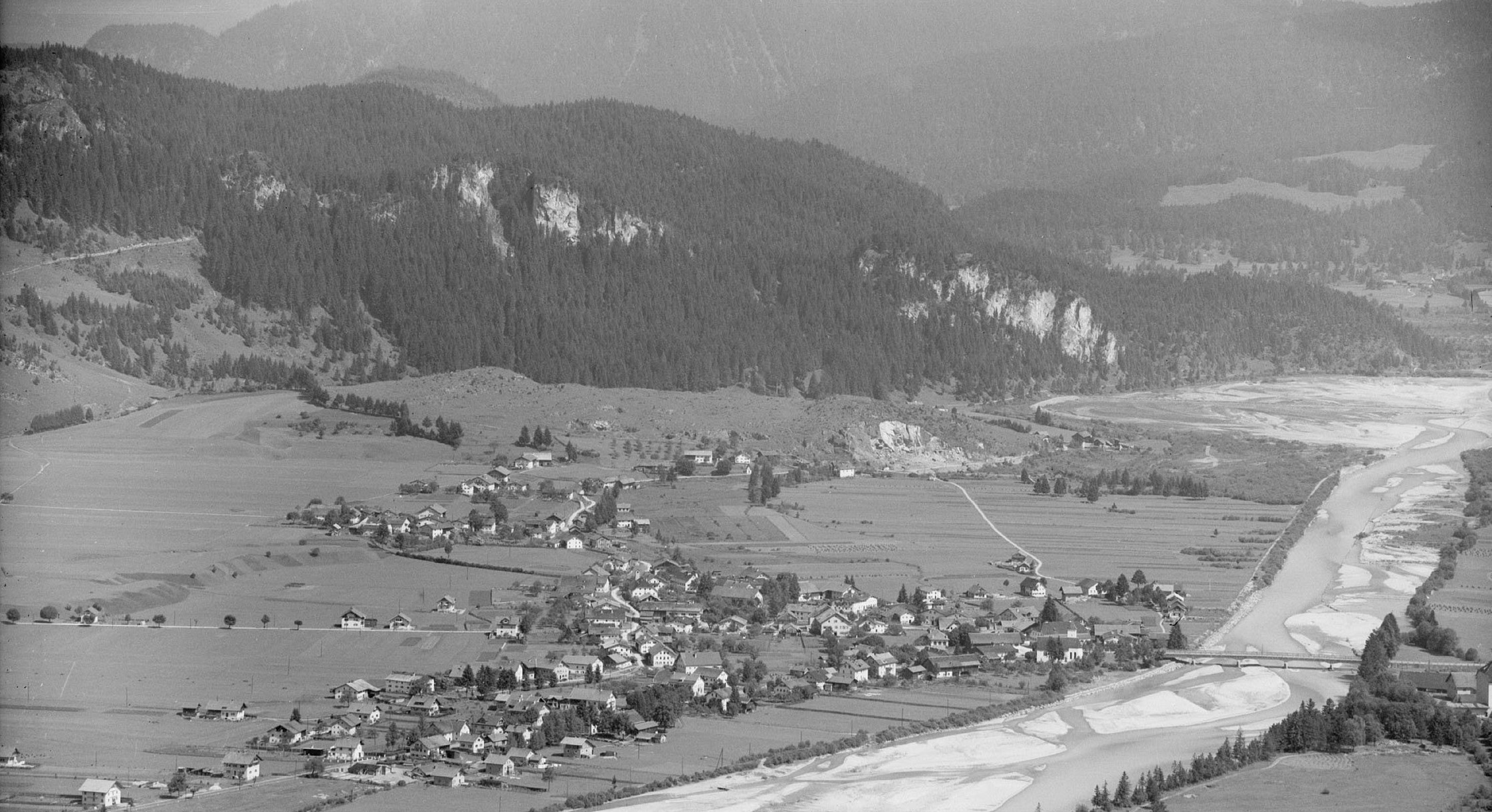
Lechaschau im Jahre 1939 mit Lech

Aschau wurde erstmals erwähnt als „saltus in Aschaw“ („Waldgebiet Aschau“), Besitz des Klosters St. Mang in Füssen, in den Jahren 1152–1167.
Das Gebiet war schon seit dem 8. Jahrhundert im Besitz des Klosters und wurde zuerst von den Welfen und Staufen und ab 1266 von Meinhard II. von Tirol verwaltet. Ab 1314 lag die Gerichtshoheit für Schwerverbrechen beim Gericht Ehrenberg, für die niedere Gerichtsbarkeit war weiterhin das Kloster in Füssen zuständig. Im Jahr 1462 wird urkundlich festgehalten, dass sich Aschau dem Tiroler Landesrecht unterwerfen muss.
Ein wirtschaftlicher Aufschwung erfolgte 1464 mit dem Bau der Brücke über den Lech nach Reutte. Darüber wurde jahrhundertelang Salz ins Tannheimer Tal geliefert.
Im Jahr 1806 wurde unter bayrischer Herrschaft das Gericht mit dem Landgericht Reutte zusammengelegt und 1885 der Name auf Lechaschau geändert. Von 1920 bis 1922 wurde auf der Sulzalpe Kohle abgebaut.

### Sage
Das Sankt-Mang-Sessele ist ein frühchristlicher, heidnischer Opferplatz. Der Sage nach hat sich der Heilige Magnus auf seinen Missionsreisen in dieser Felsnische sitzend erholt.

### Bevölkerungsentwicklung

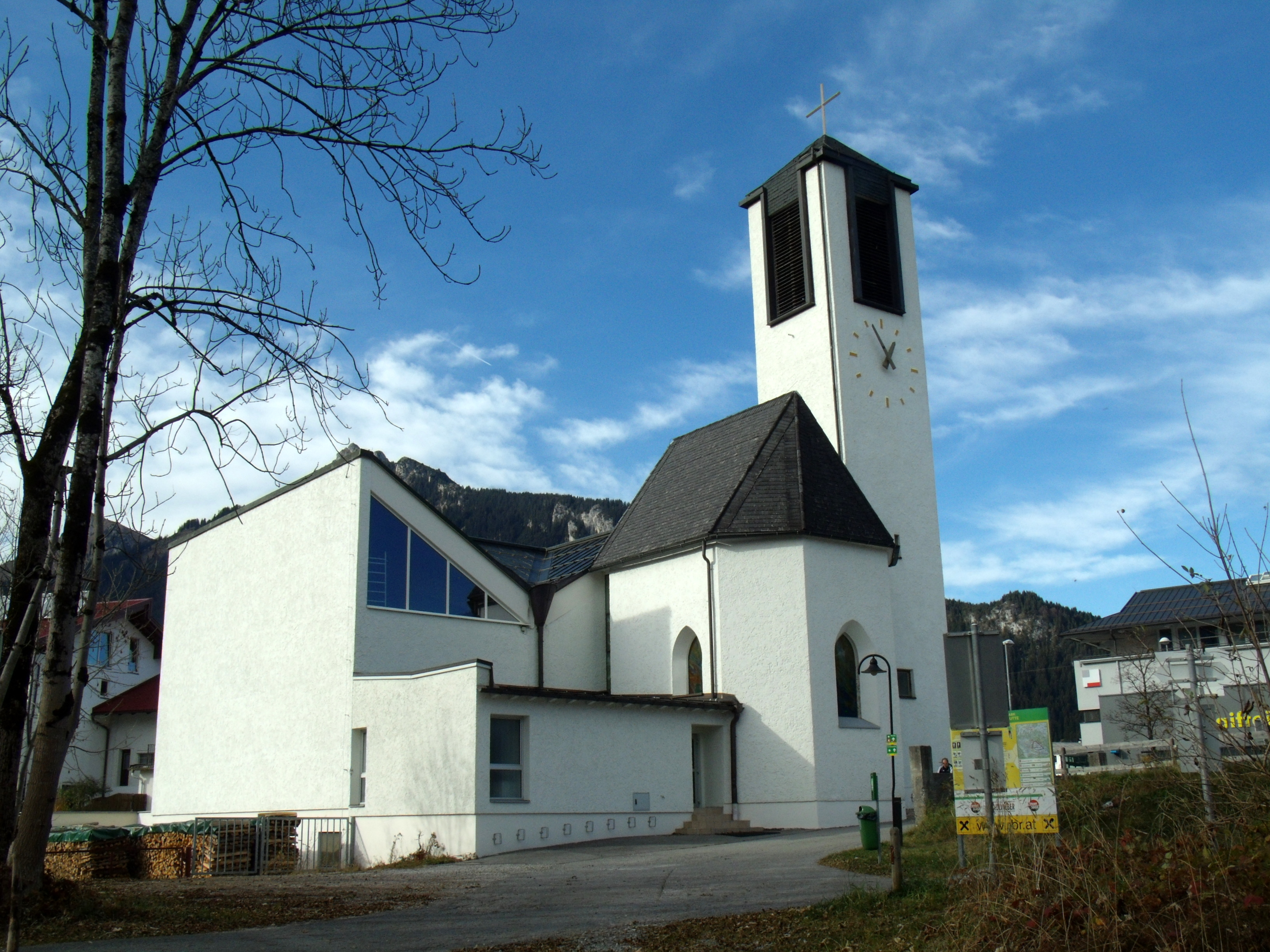
Pfarrkirche Lechaschau

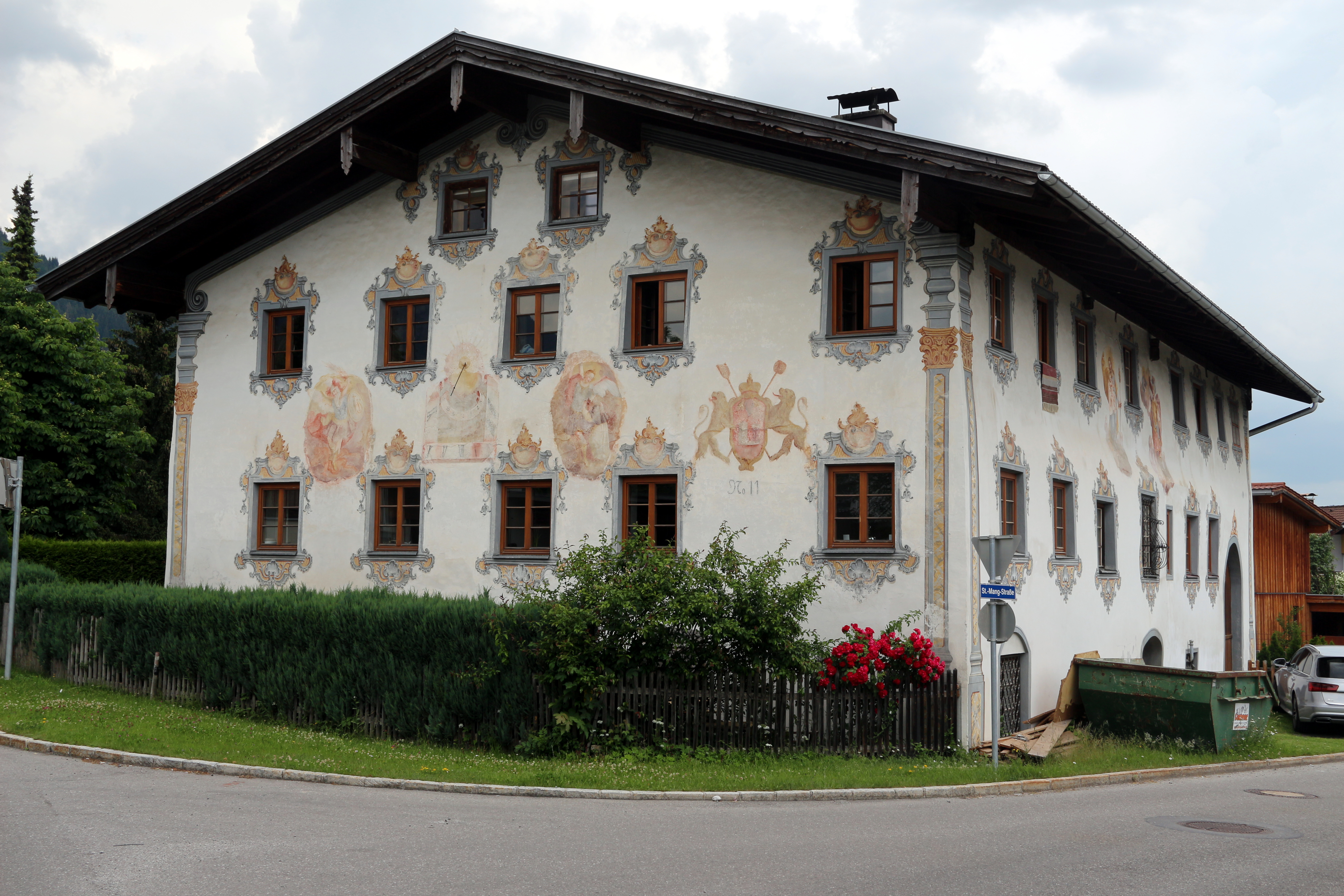
Franzelinhaus

| Lechaschau: Einwohnerzahlen von 1869 bis 2024       | Lechaschau: Einwohnerzahlen von 1869 bis 2024 | Lechaschau: Einwohnerzahlen von 1869 bis 2024 | Lechaschau: Einwohnerzahlen von 1869 bis 2024 | Lechaschau: Einwohnerzahlen von 1869 bis 2024 |
| --------------------------------------------------- | --------------------------------------------- | --------------------------------------------- | --------------------------------------------- | --------------------------------------------- |
| Jahr                                                |                                               |                                               |                                               | Einwohner                                     |
| 1869                                                | 1869                                          |                                               | 621                                           | 621                                           |
| 1880                                                | 1880                                          |                                               | 664                                           | 664                                           |
| 1890                                                | 1890                                          |                                               | 827                                           | 827                                           |
| 1900                                                | 1900                                          |                                               | 809                                           | 809                                           |
| 1910                                                | 1910                                          |                                               | 852                                           | 852                                           |
| 1923                                                | 1923                                          |                                               | 741                                           | 741                                           |
| 1934                                                | 1934                                          |                                               | 988                                           | 988                                           |
| 1939                                                | 1939                                          |                                               | 1.010                                         | 1.010                                         |
| 1951                                                | 1951                                          |                                               | 1.149                                         | 1.149                                         |
| 1961                                                | 1961                                          |                                               | 1.198                                         | 1.198                                         |
| 1971                                                | 1971                                          |                                               | 1.456                                         | 1.456                                         |
| 1981                                                | 1981                                          |                                               | 1.562                                         | 1.562                                         |
| 1991                                                | 1991                                          |                                               | 1.706                                         | 1.706                                         |
| 2001                                                | 2001                                          |                                               | 1.937                                         | 1.937                                         |
| 2011                                                | 2011                                          |                                               | 2.022                                         | 2.022                                         |
| 2021                                                | 2021                                          |                                               | 2.078                                         | 2.078                                         |
| 2024                                                | 2024                                          |                                               | 2.092                                         | 2.092                                         |
| Quelle(n): Statistik Austria, Gebietsstand 1.1.2021 |                                               |                                               |                                               |                                               |

## Kultur und Sehenswürdigkeiten
- Pfarrkirche Lechaschau
- Altes Gericht
- Franzelinhaus
- Ottilienkapelle

## Wirtschaft und Infrastruktur

### Wirtschaftssektoren
Über neunzig Prozent der landwirtschaftlichen Flächen wurden im Jahr 2010 von einem Betrieb bewirtschaftet. Über achtzig Prozent der Erwerbstätigen des Produktionssektors arbeiteten im Bereich Herstellung von Waren. Die größten Arbeitgeber im Dienstleistungssektor waren die sozialen und öffentlichen Dienste und der Handel (Stand 2011).
| Wirtschaftssektor            | Anzahl Betriebe | Anzahl Betriebe | Erwerbstätige | Erwerbstätige |
| Wirtschaftssektor            | 2011            | 2001            | 2011          | 2001          |
| ---------------------------- | --------------- | --------------- | ------------- | ------------- |
| Land- und Forstwirtschaft 1) | 13              | 19              | 7             | 7             |
| Produktion                   | 24              | 18              | 384           | 222           |
| Dienstleistung               | 95              | 53              | 296           | 336           |

1) Betriebe mit Fläche in den Jahren 2010 und 1999
| Von den 937 Erwerbstätigen arbeiten 172 in der Gemeinde, mehr als achtzig Prozent pendeln aus. Aus der Umgebung pendeln 515 Personen von anderen Gemeinden ein (Stand 2011). - Eisenbahn: Der Bahnhof Reutte ist zwei Kilometer entfernt. Von dort gibt es Verbindungen über Garmisch-Partenkirchen nach München und Innsbruck. - Straße: Durch das Gemeindegebiet verläuft die Lechtalstraße B198. | Hier fehlt eine Grafik, die leider im Moment aus technischen Gründen nicht angezeigt werden kann. Wir arbeiten daran! |

### Verkehr

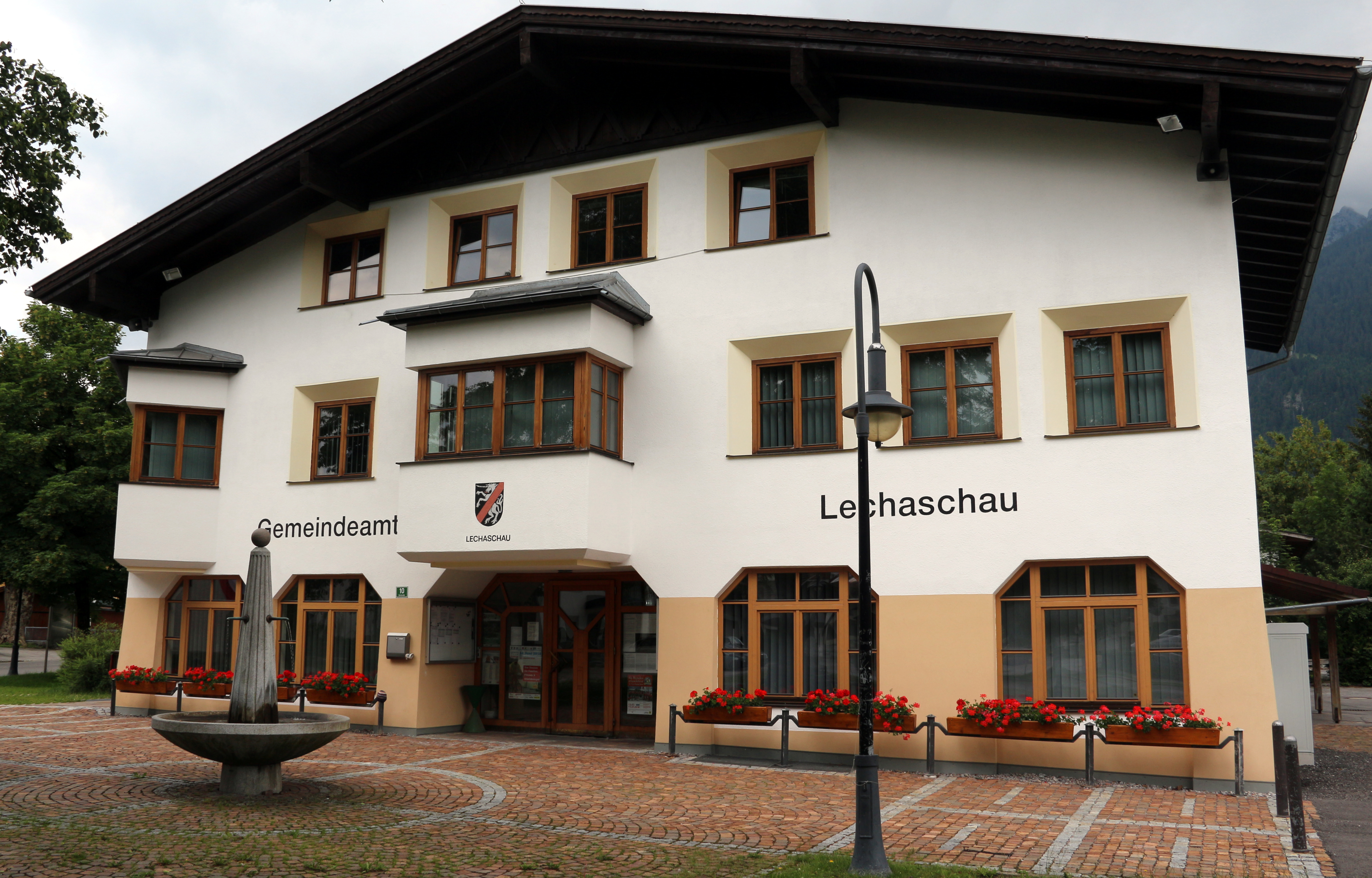
Gemeindeamt

## Politik

### Gemeinderat
In den Gemeinderat werden 15 Mandatare gewählt:
| Partei                                                             | 2010  | 2010    | 2016 | 2016    | 2022  | 2022    |
| Partei                                                             | %     | Mandate | %    | Mandate | %     | Mandate |
| ------------------------------------------------------------------ | ----- | ------- | ---- | ------- | ----- | ------- |
| Allgemeine Bürgerliste Lechaschau, Bürgermeister Aurel Schmidhofer | 72,05 | 10      |      |         |       |         |
| Lechaschauer für Lechaschau                                        | 27,95 | 3       |      |         |       |         |
| Allgemeine Bürgerliste Lechaschau Hansjörg Fuchs – ABL             |       |         | 100  | 15      |       |         |
| Allgemeine Bürgerliste Lechaschau – ABL                            |       |         |      |         | 72,60 | 11      |
| Freie Bürgerliste Lechaschau – FBL                                 |       |         |      |         | 27,40 | 4       |

### Bürgermeister
Bürgermeister seit 1945 waren:
- 1945–1956 Franz Fuchs sen.
- 1956–1959 Erich Sprenger
- 1959–1963 Josef Luttinger
- 1963–1970 Ernst Witting
- 1970–1986 Franz Fuchs jun.
- 1986–1988 German Wex
- 1988–1989 Hubert Köck (Gemeindeverwaltung BH Reutte)
- 1989–2016 Aurel Schmidhofer
- 2016–2022 Hansjörg Fuchs
- seit 2022 Eva Wolf

Bürgermeisterin von Lechaschau ist seit 2022 Eva Wolf.

### Gemeindewappen
Das Wappen mit rotem Balken und silbernen Einhorn lehnt sich an den Siegel des ehemaligen Gerichts Aschau an. Dieses hatte den Sitz in Lechaschau.

## Persönlichkeiten

### Söhne und Töchter der Gemeinde
- Josef Naus (1793–1871), Offizier, Vermessungstechniker und Bergsteiger
- Hartmann Ammann (1856–1930), Historiker und Archivar
- Ludwig Schmid-Reutte (1862–1909), Maler
- Friedel Auer-Miehle (1914–2004), Malerin